# Lončari (Donji Žabar, BiH)
Lončari su naseljeno mjesto u sastavu općine Donji Žabar, Republika Srpska, BiH.

## Povijest
Lončari su se do rata nalazili u sastavu općine Orašje.

## Stanovništvo
| Lončari            |              |
| godina popisa      | 1991.        |
| Srbi               | 462 (95,45%) |
| Muslimani          | 9 (1,86%)    |
| Hrvati             | 7 (1,44%)    |
| Jugoslaveni        | 8 (1,65%)    |
| ostali i nepoznato | 0            |
| ukupno             | 484          |